# Gucci Girl
Gucci Girl ist ein Lied der deutschen Sängerin Katja Krasavice aus dem Jahre 2019. Die erste Single ihres Debütalbums Bo$$ Bitch wurde von der Künstlerin selbst geschrieben sowie von The Ironix produziert.

## Hintergrund
Bei Gucci Girl handelt es sich um Katja Krasavices erste Veröffentlichung nach der Unterzeichnung ihres Plattenvertrags mit dem Musiklabel Warner Music Group. Bereits zuvor konnte sie bei PMR Music mit den drei Singles Doggy, Dicke Lippen und Sex Tape in Deutschland und Österreich Top-Ten-Erfolge erzielen, beziehungsweise mit zweiterem Titel in den österreichischen Charts die Spitzenposition einnehmen, wobei ihr letztes Werk elf Monate zurücklag. Gucci Girl ist zudem das erste Lied, auf welchem Krasavice als Songwriterin in Erscheinung tritt.

## Musik und Text
Gucci Girl ist ein Popsong mit deutlichen Einschlägen des Afrotrap- und des Contemporary R&B-Genres. Eine helle, einfache Mallet-Melodie und dominante Snares und Hi-Hats, sowie Bass Drums unterlegen Krasavices Stimme; diese ist durchgehend mit dem Effekt Autotune verfremdet. Die Melodie wie auch das Reimschema des Refrains basieren auf Barbie Girl von der dänischen-norwegischen Band Aqua aus dem Jahre 1997; die Strophen hingegen weisen keinen Bezug zu dem Titel auf. Inhaltlich dreht sich das Lied um den Erfolg der Sängerin, sowie den Luxus, den sich die Musikerin leisten kann. Insgesamt dreimal findet eine Anspielung an das erfolgreiche Kollaborationsalbum Palmen aus Plastik der Musiker Bonez MC und RAF Camora statt, in welcher die Künstlerin auf ihre Brustimplantate hinweist, welche auch an anderen Stellen Erwähnung finden. Ebenfalls bemerkt die Künstlerin, dass sie trotz ihrer Popularität viel Hass erntet, hebt aber auch hervor, dass sie die betreffenden Personen aufgrund ihrer Berühmtheit stalken würden.

## Musikvideo
Das Musikvideo zu Gucci Girl ist von einer absichtlich künstlichen Optik geprägt. Es zeigt Katja Krasavice in und vor einem überwiegend rosafarben eingerichteten, lebensgroßen Puppenhaus mit idyllischem Vorgarten. In diesem und in dessen Umgebung sind mehrere Accessoires des Modelabels Gucci zu sehen; auch an der Hauswand selbst befindet sich dessen Logo. In einem Zimmer hängt ein Poster, welches auf das Veröffentlichungsdatum des Albums Bo$$ Bitch hinweist – dessen Cover ist auch auf mehreren Geldscheinen zu sehen, die in dem Haus in Bündeln nebst pinken Barren verteilt liegen. In Anspielung an die Puppenthematik des Clips tanzt die Musikerin in einigen Einstellungen abgehakt und roboterhaft; in anderen bewegt sie sich lasziv. Sie trägt dabei immerzu freizügige Kleidung. In weiteren wiederkehrenden Szenen fährt sie vor einem animierten Hintergrund, welcher in satten Farben grüne Bäume, einen blauen Himmel, eine gelb gezeichnete Sonne und bunte Lollipops zeigt, ein ebenfalls rosa eingefärbtes Auto mit Aufdruck der Website FunDorado. Sie ist dabei zunächst in Begleitung einer Frau, welche eine weiße Sturmmaske trägt, im Verlauf des Videos stößt eine weitere hinzu, welche das Steuer übernimmt, während die Künstlerin auf der Rückenlehne des Sitzes sitzt. Links und rechts von ihr befindet sich nun jeweils ein weiteres Auto; dieses ist weiß lackiert und mit dem Gucci-Emblem übersät. In anderen Momenten ist zudem zu sehen, wie in mehreren Regalen augenscheinlich lebendige Barbiepuppen der Interpretin stehen, deren Verpackungen das Wort „Bitch“ zeigen. Gegen Ende des Videos sitzt Krasavice in einem leeren, einfarbig zartrosanen Raum umgeben von Frauen, die einen Ganzkörperanzug in Puppenoptik tragen und in jeweils einer Pose verharren.

## Rezeption

### Kritik
Gucci Girl erhielt durchschnittliche Kritiken. Es wurde empfunden, dass das Lied um einiges weniger anstößig klänge als Krasavices frühere Werke, was die Erwartungshaltung der Zuhörer enttäuschen könnte. Man merkte weiter an, dass die Melodie, welche auf einer verlangsamten Version des Titels Barbie Girl basiert, zunächst irritierend wirke. Insgesamt wurde der Song als überraschend harmlos bewertet. Zudem wurden dem zugehörigen Musikvideo auffällige Ähnlichkeiten mit jenem des Nummer-eins-Hits Gib ihm der Rapperin Shirin David unterstellt.

### Charts und Chartplatzierungen
| ChartsChartplatzierungen | Höchstplatzierung | Wochen |
| ------------------------ | ----------------- | ------ |
| Deutschland (GfK)        | 21 (2 Wo.)        | 2      |
| Österreich (Ö3)          | 21 (1 Wo.)        | 1      |
| Schweiz (IFPI)           | 80 (1 Wo.)        | 1      |